# Марк Валерий Мессала (консул-суффект 32 года до н. э.)
Марк Вале́рий Месса́ла (лат. Marcus Valerius Messalla; умер после 14 года до н. э.) — римский политический деятель из патрицианского рода Валериев, консул-суффект 32 года до н. э.

## Биография
Марк Валерий принадлежал к древнему патрицианскому роду и был сыном консула 53 года до н. э. того же имени. В год консулата отца Мессала занимал должность монетария. Во время гражданских войн он был сторонником Гая Юлия Цезаря и его приёмного сына Октавиана. В 32 году до н. э., когда конфликт между последним и Марком Антонием перерос в открытую войну, Октавиан назначил Марка Валерия консулом-суффектом в паре с Луцием Корнелием Цинной. Позже (хронология в этом случае неясна) Мессала управлял провинцией Азия в качестве проконсула.
Предположительно приёмным сыном Мессалы был Марк Валерий Мессала Барбат Аппиан, по крови сын Аппия Клавдия Пульхра.